# Кривцун, Олег Александрович
Оле́г Алекса́ндрович Кривцу́н (18 февраля 1954, Москва — 30 ноября 2023) — российский искусствовед, культуролог, философ. Специалист в области истории русского и зарубежного искусства Нового и Новейшего времени, в области психологии творчества, эстетики. Доктор философских наук (1992), профессор (1997), действительный член Российской академии художеств (2012), заслуженный деятель искусств Российской Федерации (2004), Лауреат Премии города Москвы в области литературы и искусства (2009). Автор более 200 опубликованных работ, в том числе монографий и учебников. Главный научный сотрудник Государственного института искусствознания. Шеф-редактор научного журнала «Художественная культура».

## Биография
Отец — Кривцун Александр Кузьмич (1927—2005) — военнослужащий Советской армии, полковник. Мать — Кривцун (Красникова) Валентина Прокофьевна (1928—2005) — врач, кандидат медицинских наук, заведующая кафедрой 2-го Медицинского института, Москва.
Окончил философский факультет Ленинградского университета в 1976 году. Специализировался и писал дипломную работу на кафедре эстетики. Окончил аспирантуру кафедры эстетики философского факультета Московского государственного университета им. М. В. Ломоносова (1979). Кандидат философских наук, специальность — эстетика (1980) — защищался в МГУ им. М. В. Ломоносова по теме «Прекрасное в искусстве и проблема художественности: из истории немецкой классической и марксистской философской мысли». Доктор философских наук (1992), специальность — эстетика. Защищался в МГУ им. М. В. Ломоносова; диссертация «Искусство в контексте истории культуры: эстетический анализ». Член Президиума Российской академии художеств (с 2011 по настоящее время).
С 1983 года работал старшим, затем (с 1992 года) — ведущим научным сотрудником Государственного института искусствознания. С 2001 по 2018 год — работал заведующим Отделом теории искусства и эстетики Института теории и истории изобразительных искусств РАХ. С 2018 года — главный научный сотрудник Государственного института искусствознания, Шеф-редактор научного журнала «Художественная культура». В указанных научных учреждениях вёл исследовательскую работу по теории искусства и культуры. Создавал монографии, проблемные статьи, вёл организаторскую работу по созданию и публикации коллективных монографий в Институте искусствознания и в Институте теории и истории изобразительных искусств РАХ.
С 1992 по 2001 год работал в качестве профессора кафедры истории и теории культуры Российского государственного гуманитарного университета. С 1994 по 2008 год — профессор Литературного института им. А. М. Горького.

## Научная деятельность
Главная область исследовательских интересов О. А. Кривцуна — язык искусства и его эволюция, история искусства как история человека и как история культуры; теория всеобщего художественно-исторического процесса; социокультурные и психологические факторы художественного творчества; психология творчества психология восприятия, статус художника в разных типах обществ; формы влияния искусства на сложение менталитета европейских культур и др. В исследовательских подходах доминирует междисциплинарный анализ искусства на стыке, искусствоведения, культурологии, психологии, антропологии, философии.
Учёный осуществил исследования разнообразных факторов, воздействующих на эволюцию языка искусства. На стимулы модификации художественного языка в контексте истории культуры. Выдвинул концепцию типологии европейского художественного-исторического процесса; обосновал специфику и нетождественность понятий «художественно-исторический цикл», «художественная эпоха», «культурная эпоха». Разработал методологию междисциплинарных исследований на стыке искусствоведения и антропологии, искусствоведения и психологии, философии, социологии, эстетики. Разработал методологию совмещения диахронического и синхронического подходов к анализу художественно-исторического процесса, объединения «фактографического» и «реконструктивного» приемов исследования. На основе изучения механизмов «самодвижения» духовной и художественной культур выступил с идеей чередования относительно устойчивых и переходных культурных эпох, обосновал алгоритмы культуротворческих и культурозависимых возможностей искусства в европейской истории. Выявил совокупность предпосылок и факторов, воздействующих на изменение статуса художника в истории России. Разработал методологию изучения процессов психологии творчества и психологии художественного восприятия.

## Основные работы
Индивидуальные монографии:
- Искусство и мир человека. М. Знание, 1986. — 186 с.;
- Эволюция художественных форм. Культурологический анализ. М.: Наука, 1992. — 301 с.;
- Историческая психология и история искусств. М.: Издательство государственного Института искусствознания. 1997. — 256 с.;
- Эстетика. Учебник для бакалавриата и магистратуры. М. «Аспект Пресс». 1998. Переиздания: 1999, 2000, 2001, 2003, Издательство «Юрайт»: М. 2014, 2015, 217. Первое издание — 430 с., последующие издания — 447 с.;
- Психология искусства. Учебное пособие. М. Издательство Литературного института им. А. М. Горького. 2000. — 224 с.;
- Психология искусства. Учебник для бакалавриата и магистратуры. М. Юрайт. 2015. Переиздания: 2016, 2018, 2020.;
- Творческое сознание художника. М. «Памятники исторической мысли». 2008. — 376 с.;
- Психология искусства. Учебное пособие. М. «Высшая школа». 2009. — 448 с.;
- Основные понятия теории искусства. М.-СПб. Центр гуманитарных инициатив. 2018. — 448 с.

Ответственный редактор, автор и руководитель творческих проектов (коллективных монографий):
- Искусство Нового времени. Опыт культурологического анализа. М. Алетейя. СПб., 2001;
- Метаморфозы творческого «Я» художника. М.: Памятники исторической мысли, 2005;
- Феномен артистизма в современном искусстве. М. «Индрик». 2008;
- Художественная аура: истоки, восприятие, мифология. М.: Индрик, 2011;
- Антропология искусства. Язык искусства и мера человеческого в меняющемся мире. М.: Индрик. 2017;
- Пластическое мышление в живописи, архитектуре, кино и фото. Центр гуманитарных инициатив. М.-СПб., 2019.

## Награды и звания
Награды, полученные за исследовательскую деятельность: Указом Президента РФ 4 марта 2014 года присвоено почётное звание «Заслуженный деятель искусств Российской Федерации». Золотая медаль Российской академии художеств (2012 г.) Серебряная медаль Российской академии художеств (2007 г.) Лауреат Премии города Москвы в области литературы и искусства (2009) за книгу «Творческое сознание художника» Медаль «Достойному» РАХ (2017 г.) Медаль «За заслуги перед Академией» (октябрь 2018 г.) Многочисленные дипломы и благодарности Российской академии художеств, Министерства культуры Российской Федерации.